# UFC 196
UFC 196: McGregor vs. Diaz è stato un evento di arti marziali miste tenuto dalla Ultimate Fighting Championship svolto il 5 marzo 2016 all'MGM Grand Garden Arena di Las Vegas, Stati Uniti.

## Retroscena
L'evento doveva inizialmente tenersi all'HSBC Arena a Rio de Janeiro in Brasile. Tuttavia, il 29 dicembre, venne annunciato lo spostamento dell'evento in una nuova sede. Il 12 gennaio, venne confermato l'MGM Grand Garden Arena come nuova location.
Il 13 gennaio, fu rivelato che come incontro principale dovevano affrontarsi per il titolo dei pesi massimi UFC l'attuale campione Fabrício Werdum e l'ex due volte campione Cain Velasquez. Tuttavia, dopo una serie di infortuni, la promozione decise di spostare l'incontro per un evento futuro, e propose come main event il rematch tra l'ex campione dei pesi medi Anderson Silva e l'ex campione dei pesi mediomassimi Vítor Belfort. Belfort però decise di rifiutare la proposta, intenzionato ad aspettare il risultato del match titolato dell'evento UFC 194. Il 27 gennaio, dopo che l'incontro tra Werdum e Velasquez venne cancellato, la UFC decise di cancellare temporaneamente l'evento per poi trasformarlo in un Fight Night. Questo evento, inizialmente chiamato UFC 197, venne rinominato UFC 196.
Dopo aver riorganizzato la card, venne scelto come main event l'incontro titolato dei pesi leggeri tra il campione di categoria Rafael dos Anjos e il campione dei pesi piuma Conor McGregor. Questa doveva essere la seconda volta nella storia della UFC in cui un campione affrontava per il titolo un altro campione di differente categoria. La prima volta avvenne il 31 gennaio del 2009, quando il campione dei per welter Georges St-Pierre difese il proprio titolo contro il campione dei pesi leggeri B.J. Penn. Il 23 febbraio, venne annunciato che dos Anjos aveva subito la rottura di un piede e quindi non poté prendere parte all'incontro. La UFC propose José Aldo come sostituto, ma il brasiliano declinò la proposta; la scelta così ricadde su l'ex campione dei pesi leggeri Frankie Edgar, ma anche quest'ultimo dovette rinunciare per infortunio. Alla fine fu scelto Nate Diaz per affrontare McGregor nella categoria dei pesi welter, quindi senza il titolo in palio.
Nel co-main event si affrontarono per il titolo dei pesi gallo femminili, la campionessa Holly Holm e Miesha Tate.
Michael Johnson avrebbe dovuto affrontare Tony Ferguson, in un rematch nella categoria dei pesi leggeri. Il 27 gennaio però, Johnson dovette rinunciare all'incontro per infortunio, mentre Ferguson venne spostato all'evento UFC on Fox: Nurmagomedov vs. Ferguson, per affrontare il russo Khabib Nurmagomedov.
L'incontro di pesi welter tra Brandon Thatch e Siyar Bahadurzada, inizialmente organizzato per UFC Fight Night: Cowboy vs. Cowboy, venne spostato per questo evento dopo il recupero medico da parte di Thatch.

## Risultati
|                                                   | Divisione         |                   |                 |                      | Metodo                                   | Round           | Tempo           | Premio          |
| Card Principale                                   | Card Principale   | Card Principale   | Card Principale | Card Principale      | Card Principale                          | Card Principale | Card Principale | Card Principale |
| ------------------------------------------------- | ----------------- | ----------------- | --------------- | -------------------- | ---------------------------------------- | --------------- | --------------- | --------------- |
|                                                   | Pesi Welter       | Nate Diaz         | batte           | Conor McGregor       | Sottomissione (rear-naked choke)         | 2               | 4:12            | FOTN, POTN      |
| Sfida valida per il titolo di campione indiscusso | Pesi Gallo (F)    | Miesha Tate       | batte           | Holly Holm (c)       | Sottomissione Tecnica (rear-naked choke) | 5               | 3:30            | POTN            |
|                                                   | Pesi Mediomassimi | Ilir Latifi       | batte           | Gian Villante        | Decisione unanime (30-27, 30-27, 30-27)  | 3               | 5:00            |                 |
|                                                   | Pesi Mediomassimi | Corey Anderson    | batte           | Tom Lawlor           | Decisione unanime (30-27, 30-27, 29-28)  | 3               | 5:00            |                 |
|                                                   | Pesi Gallo (F)    | Amanda Nunes      | batte           | Valentina Shevchenko | Decisione unanime (29-28, 29-27, 29-27)  | 3               | 5:00            |                 |
| Card Preliminare (Fox Sports 1)                   |                   |                   |                 |                      |                                          |                 |                 |                 |
|                                                   | Pesi Welter       | Siyar Bahadurzada | batte           | Brandon Thatch       | Sottomissione (triangolo di braccio)     | 3               | 4:11            |                 |
|                                                   | Pesi Welter       | Nordine Taleb     | batte           | Erick Silva          | KO (pugni)                               | 2               | 1:34            |                 |
|                                                   | Pesi Medi         | Vitor Miranda     | batte           | Marcelo Guimaraes    | KO Tecnico (calcio alla testa e pugni)   | 2               | 1:09            |                 |
|                                                   | Pesi Piuma        | Darren Elkins     | batte           | Chas Skelly          | Decisione unanime (30-27, 29-27, 30-26)  | 3               | 5:00            |                 |
| Card Preliminare (UFC Fight Pass)                 |                   |                   |                 |                      |                                          |                 |                 |                 |
|                                                   | Pesi Leggeri      | Diego Sanchez     | batte           | Jim Miller           | Decisione unanime (29-28, 29-28, 29-28)  | 3               | 5:00            |                 |
|                                                   | Pesi Leggeri      | Jason Saggo       | batte           | Justin Salas         | KO Tecnico (pugni)                       | 1               | 4:31            |                 |
|                                                   | Pesi Piuma        | Teruto Ishihara   | batte           | Julian Erosa         | KO (pugni)                               | 2               | 0:34            |                 |

## Premi
I lottatori premiati ricevettero un bonus di 50.000 dollari.
Legenda:
- FOTN: Fight of the Night (vengono premiati entrambi gli atleti per il miglior incontro dell'evento)
- POTN: Performance of the Night (viene premiato il vincitore per la migliore performance dell'evento)

## Incontri Annullati
|                                                   | Divisione    |                      |        |                | Motivo                          |
| ------------------------------------------------- | ------------ | -------------------- | ------ | -------------- | ------------------------------- |
| Sfida valida per il titolo di campione indiscusso | Pesi Massimi | Fabrício Werdum (c)  | contro | Cain Velasquez | Entrambi subirono un infortunio |
| Sfida valida per il titolo di campione indiscusso | Pesi Leggeri | Rafael dos Anjos (C) | contro | Conor McGregor | dos Anjos subì un infortunio    |
|                                                   | Pesi Leggeri | Michael Johnson      | contro | Tony Ferguson  | Johnson subì un infortunio      |